# Shimao International Plaza
31°14′4″B 121°28′18″Đ / 31,23444°B 121,47167°Đ
Shimao International Plaza (chữ Hán: 上海世茂国际广场, Hán-Việt: Thượng Hải Thế Mậu Quốc tế Quảng Trường) là một tòa nhà chọc trời cao 333m với 60 tầng ở Thượng Hải, Trung Quốc. Tòa nhà này là sản phẩm thiết kế của các công ty Ingenhoven, Overdiek und Partner, East China Architecture và Design Institute. Chiều cao tổng cộng của tòa nhà là 333,3 m nếu tính cả phần chóp, nó được dùng làm văn phòng và bốn tầng trên cùng là khách sạn 5 sao có tên Le Royal Méridien Shanghai.